# Lucas Peyresblanques
Pour le médecin et écrivain français, voir Jean Peyresblanques.
Pas d'image ? Cliquez ici

a Compétitions nationales et continentales officielles uniquement.

b Matchs officiels uniquement.
Dernière mise à jour le 23 octobre 2024.
Lucas Peyresblanques, né le 20 janvier 1998 à Bayonne (Pyrénées-Atlantiques), est un joueur français de rugby à XV jouant au poste de talonneur au Stade français depuis 2022.

## Biographie

### Carrière en club
Lucas Peyresblanques se distingue à Port-de-Lanne dans les catégories de jeunes en paleta gomme, épreuve dont il remporte le championnat de France Espoirs en trinquet en décembre 2012 avec Antoine Courpon. Il privilégie ensuite le rugby au sein du Biarritz olympique. Il intègre le Pôle Espoirs de Bayonne puis fait ses débuts en équipe première en août 2017 à Carcassonne.
En mai 2020, il prolonge son contrat au BO jusqu'en 2023. En avril 2022, le Stade français rachète son contrat et l'engage pour trois saisons en compagnie de son coéquipier Mathieu Hirigoyen.

### Carrière internationale
Après avoir joué pour l’Équipe de France des moins de 18 ans, il est sélectionné en Équipe de France des moins de 20 ans pour le Tournoi des VI Nations 2018 durant lequel il dispute l'intégralité des matchs.